# Graham Greene (attore)
Graham Greene (Brantford, 22 giugno 1952) è un attore canadese.

## Biografia

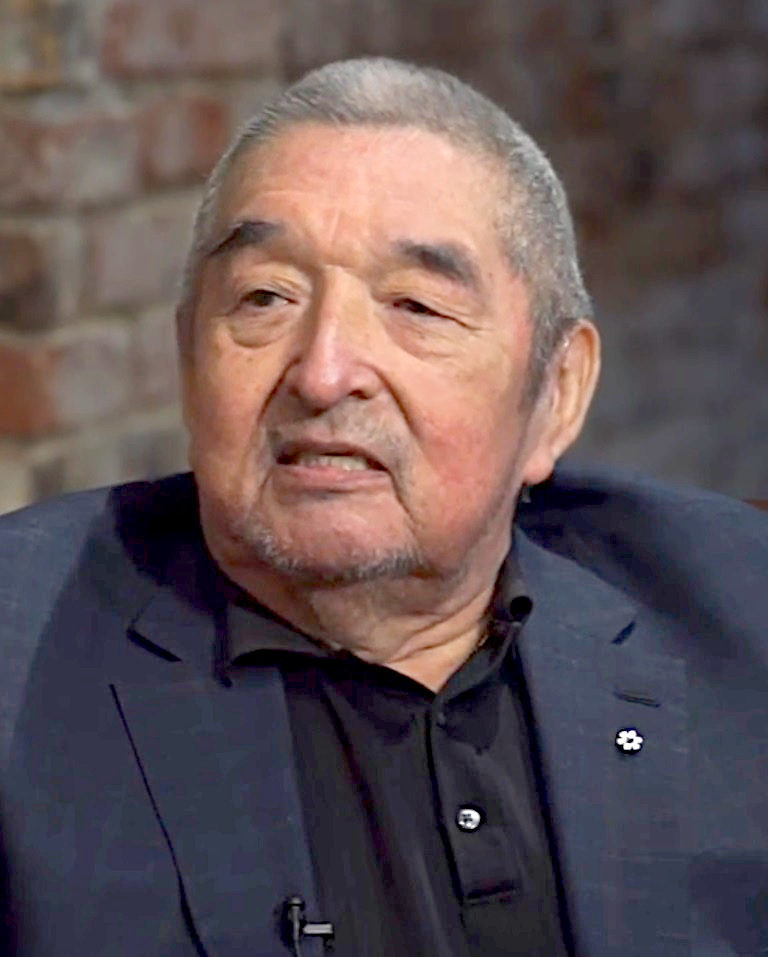
Graham Greene nel 2022

Graham Greene nasce a Brantford, nella riserva delle sei nazioni il 22 giugno 1952. È un Oneida, ossia un nativo americano delle Prime nazioni. La Oneida Indian Nation infatti è una delle cinque nazioni della Confederazione irochese, che geograficamente si colloca nell'area centro-superiore allo Stato di New York. Secondo di sei figli, Greene è nato nel Ohsweken, nella Six Nations of the Grand River First Nation (riserva indiana a sud-est di Bantford, Ontario) dalla madre Lillian e dal padre John Greene. Suo padre era un autista di ambulanza e addetto alla manutenzione. Greene si diploma al Centro per Indigeni al Teatro Nativo del teatro scuola nel 1974 e comincia a recitare in teatro a Toronto e successivamente in Inghilterra.
All'età di 16 anni si trasferisce con la famiglia a Rochester, New York. Due anni più tardi frequenta un corso di saldatura al George Brown College di Toronto, per poi andare a lavorare in una fabbrica di Hamilton, a costruire carrozze ferroviarie. Il primo approccio col mondo dello spettacolo avviene quando da ragazzo diventa il tecnico audio per gruppi rock, lavorando per uno studio di registrazione in Ancaster, Ontario. Oltre a questo impiego, negli anni successivi lavora anche come giardiniere, operaio, falegname e barman.
Il debutto televisivo avviene nel 1979, con la partecipazione ad un episodio della serie Tv The great detective e nel 1983 debutta sul grande schermo con Running Brave. Nel 1984, Greene prende parte a Revolution, un film sulla Guerra d'indipendenza americana che fu girato in Inghilterra e che vedeva protagonista, tra gli altri, l'attore Al Pacino. Alla morte del padre, avvenuta nel 1984, la sua carriera di attore ha un arresto e, per poter guadagnare qualcosa, fino al 1988 egli si sposta per il paese vendendo magliette dipinte a mano. Nel 1989 partecipa al film Oltre la riserva, interpretando Jimmy, un Lakota veterano del Vietnam, ma l'ingresso definitivo nell'olimpo di Hollywood avviene l'anno successivo.
Nel 1990, la produzione del film Balla coi lupi lo ingaggia per interpretare il ruolo di Uccello Scalciante, lo sciamano dei Lakota nella tribù Sioux in cui si imbatte John Dumbar, il protagonista del film, interpretato da Kevin Costner. Questo ruolo, oltre a valergli una nomination all'Oscar del 1991, lancia definitivamente la sua carriera e lo rende noto al grande pubblico. La partecipazione a Balla coi lupi, oltre a dare il via ad altre apparizioni cinematografiche importanti, segna anche una svolta nella vita privata di Greene. Nello stesso anno infatti si sposa con Hilary Blackmore, una manager di Toronto.
Successivamente partecipa ad altre pellicole di successo come Cooperstown del 1992 con Alan Arkin, Maverick accanto a Jodie Foster e Mel Gibson del 1994, Die Hard - Duri a morire del 1995 con Bruce Willis e Il miglio verde del 1999 accanto a Tom Hanks. Partecipa inoltre al film del 2005 Transamerica che vede come protagonista Felicity Huffman. Nel 1992 inoltre, viene onorato con un Lifetime Achievement Award, premio per la diffusione della cultura dei Nativi Americani nel Museo Southwest di Los Angeles. Vince anche il premio come miglior attore al Tokyo International Film Festival per il suo ruolo in Skins del 2002. In Canada, paese natio, riceve tre nomination per il premio Gemini vincendolo nel 2004. Nel 2009 viene scelto per il ruolo di Harry Clearwater, uno degli anziani dei Quileute nel film sequel di Twilight, The Twilight Saga: New Moon. Nel 2013 partecipa al film Atlantic Rim.

## Nativi americani
Avendo spesso interpretato la parte di un nativo americano, come attore è diventato un simbolo e un modello per tutti i Nativi Americani che vogliono entrare nel mondo del cinema, benché lui non si consideri affatto un apri-pista del genere. Greene dimostra, anche in ruoli in cui non ricopre questa peculiarità, di essere un eccellente attore e di sapersi esprimere pur in altri ruoli, ben distanti dallo stereotipo che lo ha reso un personaggio caratteristico. I personaggi interpretati da Greene hanno sempre una valenza positiva

## Vita privata
Graham Greene ha una figlia avuta con l'attrice canadese Carol Lazare nel 1981. 
Dopo un primo matrimonio, si è risposato nel 1990 con Hilary Blackmore.

## Filmografia

### Cinema
- Running Brave, regia di D.S. Everett e Donald Shebib (1983)
- Revolution, regia di Hugh Hudson (1985)
- Oltre la riserva (Powwow Highway), regia di Jonathan Wacks (1989)
- Where the Spirit Lives, regia di Bruce Pittman (1989)
- Balla coi lupi (Dances with wolves), regia di Kevin Costner (1990)
- Clear Cut, regia di Ryszard Bugajski (1991)
- Cuore di tuono (Thunderheart), regia di Michael Apted (1992)
- Rain Without Thunder, regia di Gary O. Bennett (1992)
- Beneficio del dubbio (Benefit of the Doubt), regia di Jonathan Heap (1993)
- Huck e il Re di cuori (Huck and the King of Hearts), regia di Michael Keusch (1994)
- Maverick, regia di Richard Donner (1994)
- Genitori cercasi (North), regia di Rob Reiner (1994)
- Nella terra dell'oro (Savage Land), regia di Dean Hamilton (1994)
- Camilla, regia di Deepa Mehta (1994)
- Die Hard - Duri a morire (Die Hard: With a Vengeance), regia di John McTiernan (1995)
- Sabotage, regia di Tibor Takács (1996)
- La morte corre sul video (Dead Innocent), regia di Sara Botsford (1997)
- Wounded, regia di Richard Martin (1997)
- La magica storia di un piccolo indiano (The Education of Little Tree), regia di Richard Friedenberg (1997)
- Song of Hiawatha, regia di Jeffrey Shore (1997)
- Autopsia di un sogno (Shattered Image), regia di Raoul Ruiz (1998)
- Heart of the Sun, regia di Francis Damberger (1998)
- The Herd, regia di Peter Lynch (1998) - voce
- Misery Harbour, regia di Nils Gaup (1999)
- Touched, regia di Mort Ransen (1999)
- Grey Owl - Gufo grigio (Grey Owl), regia di Richard Attenborough (1999)
- Bad Money, regia di John Hazlett (1999)
- Il miglio verde (The Green Mile), regia di Frank Darabont (1999)
- Desire, regia di Colleen Murphy (2000)
- L'altra metà dell'amore (Lost and Delirious), regia di Léa Pool (2001)
- Christmas in the Clouds, regia di Kate Montgomery (2001)
- Skins, regia di Chris Eyre (2002)
- Snow Dogs - 8 cani sotto zero (Snow Dogs), regia di Brian Levant (2002)
- Punch & Judy, regia di Derek Diorio (2002)
- Duct Tape Forever, regia di Eric Till (2002)
- Phil the Alien, regia di Rob Stefaniuk (2004)
- Transamerica, regia di Duncan Tucker (2005)
- When I Find the Ocean, regia di Tonya S. Holly (2006)
- A Lobster Tale, regia di Adam Massey (2006)
- All Hat, regia di Leonard Farlinger (2007)
- Just Buried, regia di Chaz Thorne (2007)
- Breakfast with Scot, regia di Laurie Lynd (2007)
- Turok: Son of Stone, regia di Curt Geda e Dan Riba (2008) - voce
- The Twilight Saga: New Moon, regia di Chris Weitz (2009)
- Django Gunless (Gunless), regia di William Phillips (2010)
- La leggenda della montagna incantata (The Legend of Secret Pass), regia di Steve Trenbirth (2010) - voce
- Il gioco dei soldi (Casino Jack), regia di George Hickenlooper (2010)
- Chasing Shakespeare, regia di Norry Niven (2013)
- Atlantic Rim, regia di Jared Cohn (2013)
- Storia d'inverno (Winter's Tale), regia di Akiva Goldsman (2014)
- The Shack, regia di Stuart Hazeldine (2017)
- I segreti di Wind River (Wind River), regia di Taylor Sheridan (2017)
- Molly's Game, regia di Aaron Sorkin (2017)
- Antlers - Spirito insaziabile (Antlers), regia di Scott Cooper (2021)
- Il lupo e il leone (Le Loup et le Lion), regia di Gilles de Maistre (2021)
- Squealer, regia di Andy Armstrong (2023)

### Televisione
- The Great Detective – serie TV, 1 episodio (1979)
- Read All About It! – serie TV, 1 episodio (1983)
- Spirit Bay – serie TV (1984)
- Adderly – serie TV, 1 episodio (1986)
- Murder Sees the Light, regia di Harvey Hart – film TV (1986)
- Street Legal – serie TV, 1 episodio (1987)
- Captain Power and the Soldiers of the Future – serie TV, 1 episodio (1987)
- 9B – serie TV, 5 episodi (1987)
- Il richiamo del grande nord (Lost in the Barrens), regia di Michael J.F. Scott – film TV (1990)
- Avvocati a Los Angeles (L.A. Law) – serie TV, 1 episodio (1991)
- The Last of His Tribe, regia di Harry Hook – film TV (1992)
- Cooperstown, regia di Charles Haid – film TV (1993)
- North of 60 – serie TV, 1 episodio (1993)
- Un medico tra gli orsi (Northern Exposure) – serie TV, 5 episodi (1992-1993)
- The Broken Chain, regia di Lamont Johnson – film TV (1993)
- Spirit Rider, regia diMichael J.F. Scott – film TV (1993)
- Medicine River, regia di Stuart Margolin – film TV (1993)
- Colomba solitaria (Lonesome Dove) – serie TV, 3 episodi (1994)
- La signora in giallo (Murder, She Wrote) – serie TV, episodi 9x06-10x11 (1992-1994)
- Rugged Gold, regia di Michael Anderson – film TV (1994)
- Liberty Street – serie TV, 1 episodio (1994)
- Oltre i limiti (The Outer Limits) – serie TV (1996)
- Lo spirito del grande lago (The Pathfinder), regia di Donald Shebib – film TV (1996)
- Snow White (1996) – cortometraggio TV (voce)
- The Adventures of Dudley the Dragon – serie TV, 17 episodi (1994-1997)
- Poltergeist (Poltergeist: The Legacy) – serie TV, 1 episodio (1997)
- Dead Man's Gun – serie TV, 1 episodio (1997)
- The Hired Heart, regia di Jeremy Kagan – film TV (1997)
- PSI Factor (PSI Factor: Chronicles of the Paranormal) – serie TV, 1 episodio (1998)
- Stranger in Town, regia di Stuart Margolin – film TV (1998)
- Heritage Minute – serie TV, 1 episodio (1998)
- First Wave – serie TV, 1 episodio (1999)
- Mistero sotto i ghiacci (Shadow Lake), regia di Carl Goldstein – film TV (1999)
- Un lupo mannaro americano a scuola (Big Wolf on Campus) – serie TV, 1 episodio (2000)
- Trial by Fire, regia di Francis Damberger – film TV (2000)
- Exhibit A: Secrets of Forensic Science – serie TV documentaristica, 26 episodi (1997-2001)
- F.B.I. Protezione famiglia (Cover Me: Based on the True Life of an FBI Family) – serie TV, 4 episodi (2000-2001)
- Royal Canadian Air Farce – serie TV, 3 episodi (1994-2001)
- Science Highway, regia di Michael Lennick – film TV (2001)
- In the Echo, regia di Allison Anders – film TV (2002)
- Wolf Lake – serie TV, 10 episodi (2001-2002])
- The New Beachcombers, regia di Brad Turner - film TV (2002)
- Freedom: A History of Us – serie TV documentarista, 3 episodi (2003)
- Mister Sterling – serie TV, 1 episodio (2003)
- Big Spender, regia di Paul Schneider – film TV (2003)
- Shattered City: The Halifax Explosion, regia di Bruce Pittman – film TV (2003)
- Coyote Waits, regia di Jan Egleson – film TV (2003)
- A Thief of Time, regia di Chris Eyre – film TV (2004)
- A Beachcombers Christmas, regia di Anne Wheeler – film TV (2004)
- The Collector – serie TV, 1 episodio (2005)
- Buffalo Dreams, regia di David Jackson – film TV (2005)
- Into the West – miniserie TV (2005)
- Spirit Bear: The Simon Jackson Story, regia di Stefan Scaini - film TV (2005)
- Numb3rs – serie TV, 1 episodio (2005)
- The Red Green Show – serie TV, 21 episodi (1994-2006)
- The War That Made America – serie TV documentarista (2006) - Voce
- Luna: Il grande spirito (Luna: Spirit of the Whale), regia di Don McBrearty – film TV (2007)
- Defiance – serie TV, 28 episodi (2013-2015)
- Longmire – serie TV, 11 episodi (2014-2016)
- Riverdale – serie TV, 1 episodio (2018)
- The Detour – serie TV, 3 episodi (2018)
- Golia (Goliath) – serie TV, 7 episodi (2019)
- American Gods – serie TV, 2 episodi (2021)
- 1883, regia di Taylor Sheridan, Ben Richardson e Christina Alexandra Voros – miniserie TV, puntata 10 (2022)
- The Last of Us – serie TV, episodio 1x06 (2023)
- Reservation Dogs – serie TV, episodio 3×02 (2023)
- Echo, regia di Sydney Freeland e Catriona McKenzie – miniserie TV, 5 puntate (2024)

### Videogiochi
- Red Dead Redemption 2 (2018)

### Doppiaggio
- La leggenda della montagna incantata (The Legend of Secret Pass), regia di Steve Trenbirth (2010)

## Doppiatori italiani
Nelle versioni in italiano delle opere in cui ha recitato, Graham Greene è stato doppiato da:
- Stefano De Sando in L'altra metà dell'amore, Defiance, Longmire
- Stefano Mondini in Balla coi lupi[9], Echo
- Franco Zucca in Atlantic Rim, Riverdale
- Gianni Bertoncin in Colpo netto
- Saverio Moriones in La signora in giallo (ep. 9x06)
- Piero Tiberi in La signora in giallo (ep. 10x11)
- Alessandro Rossi in Cuore di tuono
- Luciano Turi in Beneficio del dubbio
- Mario Cordova in Maverick
- Renato Cortesi in Die Hard - Duri a morire
- Vittorio Di Prima in Sabotage
- Angelo Nicotra in Oltre i limiti
- Massimo Corvo in La magica storia di un piccolo indiano
- Nino Prester ne Il miglio verde
- Giorgio Lopez in Transamerica
- Renzo Stacchi in Buffalo Dreams
- Wladimiro Grana in The Twilight Saga: New Moon
- Germano Longo ne Il gioco dei soldi
- Rodolfo Bianchi in Storia d'inverno
- Pino Ammendola in Golia
- Luca Biagini ne I segreti di Wind River
- Roberto Stocchi in Molly's Game
- Ambrogio Colombo in Antlers - Spirito insaziabile
- Dario Oppido ne Il lupo e il leone
- Stefano Santerini in The Last of Us
- Gerolamo Alchieri in Tulsa King

Da doppiatore è sostituito da:
- Nino Prester in La leggenda della montagna incantata

## Riconoscimenti
Premi Oscar 1991 – Candidatura all'Oscar al miglior attore non protagonista per Balla coi lupi